# Росс 248
Росс 248 (англ. Ross 248), она же HH Андромеды (лат. HH Andromedae или HH And) — одиночная звезда, красный карлик в созвездии Андромеды. Находится на расстоянии около 10,3 св. лет от Солнца.

## Характеристики
Звезда была открыта американским астрономом Фрэнком Россом в 1925 году. Сведения о ней он опубликовал в списке «Second List of New Proper-Motion Stars» в журнале Astronomical Journal. Росс 248 относится к классу тусклых красных карликов и не видна невооружённым глазом. Её масса и радиус составляют 12% и 16% солнечных соответственно. Звезда является вспыхивающей, то есть спонтанно увеличивающей свою яркость, поэтому в каталогах она часто пишется как HH Андромеды. Исследователи предполагают, что у вспышек есть периодичность 4,2 года, а также 120 (или 121) суток. Существует ещё периодичность от 60 до 291 суток, что, возможно, обусловлено наличием крупного объекта в системе Росс 248. Примерно через 33 тысячи лет Росс 248, или Проксима Андромеды, может на несколько тысячелетий стать ближайшей звездой к Солнцу с минимальной дистанцией в 0,927 парсека (3,02 световых года). Через 42 тысячи лет ближайшей к Солнцу звездой опять станет Проксима Центавра.

## Ближайшее окружение звезды
Следующие звёздные системы находятся на расстоянии в пределах 10 св. лет от Росс 248:
| Звезда             | Спектральный класс | Расстояние, св. лет |
| Грумбридж 34 AB    | M1,5 V/M3,5 Ve     | 1,8                 |
| Крюгер 60 AB       | M3 V/M4 V          | 4,5                 |
| 61 Лебедя AB       | M5 Ve/K7 Ve        | 5,6                 |
| EV Ящерицы         | M3,5 Ve            | 6,6                 |
| Струве 2398 AB     | M3.,0 V/M3,5 V     | 8,5                 |
| Звезда ван Маанена | DF-G/VII           | 9,5                 |
| Звезда Тигардэна   | M6,5 V             | 9,7                 |
| L 1159-16          | M4.5 Ve            | 9,9                 |

Ожидается, что примерно через 40 тысяч лет зонд «Вояджер-2» будет находиться в 1,7 св. года от этой звёздной системы.

## Научная фантастика
- В повести Аластера Рейнольдса Glacial[7] из серии произведений о вселенной «Космического апокалипсиса» (англ. Revelation Space universe) вокруг этой звезды обращается планета Диадема — первая планета, изученная фракцией объединившихся (англ. Conjoiners) после побега из раздираемой войной Первой системы (англ. First System).